# Ordine di Leopoldo
L'Ordine di Leopoldo (Ordre de Léopold in francese, Leopoldsorde in fiammingo) è uno dei tre ordini nazionali del Belgio. Esso è il più alto, ed è stato dedicato al Re Leopoldo I del Belgio, fondatore dello stato belga. Esso consiste in onorificenze militare, marittime e civili.

## Storia dell'Ordine

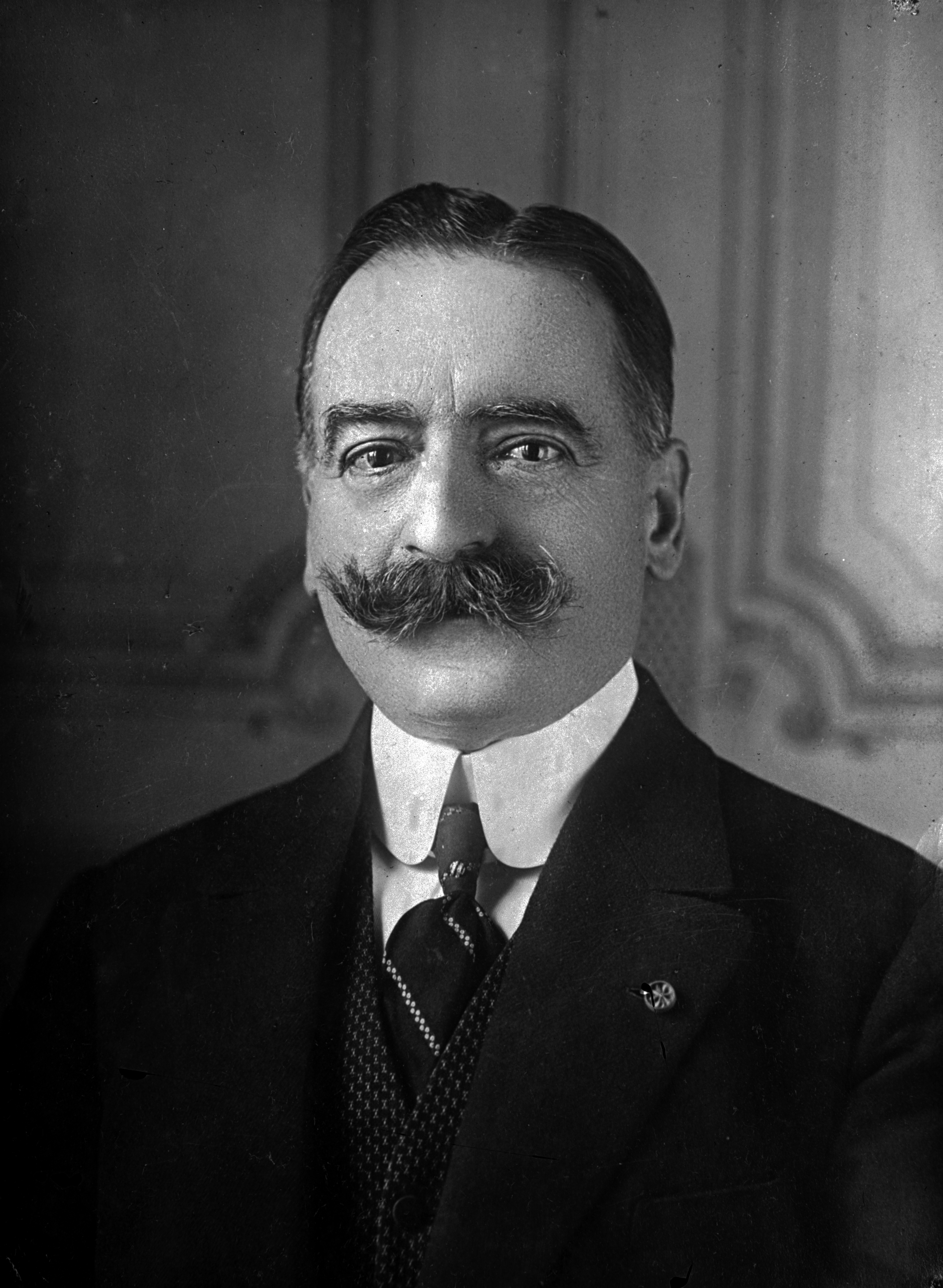
Conte Charles de Broqueville

La decorazione venne istituita il 11 luglio 1832 su iniziativa del conte Félix de Merode. All'epoca l'ordine comportava solo due categorie, quella militare e quella civile, e quattro classi: Cavaliere, Ufficiale, Commendatore e Gran Cordone. Nel 1838 fu aggiunta una quinta classe, quella di Grand'Ufficiale. Il 16 febbraio 1934 venne istituita anche la categoria marittima. L'onorificenza viene concessa per ricompensare estremi gesti di coraggio in combattimento o per meriti eccezionali verso la nazione belga. Il primo belga a ricevere tale onorificenza fu il capitano Génie H. Hallart, che ricevette la nomina di Cavaliere dell'Ordine il 7 gennaio 1833. Il primo civile a essere insignito fu il sindaco di Bruxelles Nicolas Rouppe il 1 gennaio 1833.
Nel corso della Seconda guerra mondiale, l'Ordine di Leopoldo venne concesso soprattutto a militari stranieri che contribuirono a liberare il paese dalle truppe occupanti naziste. Tra i famosi onorati con tale medaglia si ricordano George Patton, Bernard Montgomery, Dwight Eisenhower e Wesley Clark. La medaglia venne concessa anche a Josip Broz Tito nel 1970.
I membri possono essere nominati solo su proposta del Re, il quale conferisce questa onorificenza in due precisi momenti dell'anno: il suo compleanno (nel caso dell'attuale Re Filippo del Belgio, il 15 aprile) ed il 15 novembre (Giorno della Dinastia Belga).
L'età minima di coloro che ottengono la decorazione è stata fissata a 40 anni.

### Società dell'Ordine di Leopoldo
La prima società dell'Ordine di Leopoldo fu creata nel 1856. Per farne parte era sufficiente essere stati decorati con l'Ordine di Leopoldo e "godere di stima pubblica". Nel 1862 ci fu già una prima revisione dello statuto che prevedeva un aiuto, in caso di bisogno, per le spese di salute e funerarie. La società attuale nacque nel 1932 all'occasione del centenario della nascita dell'ordine e per volere del re Alberto I del Belgio. La nuova società ampliò notevolmente il sostegno ai suoi membri e alla famiglia.
Il primo presidente sarà il Conte Charles de Broqueville, gli succederà il Luogotenente generale Aloïs Biebuyck (1860-1944).

## Organizzazione
I membri dell'Ordine di Leopoldo sono suddivisi in cinque classi:
- Gran Cordone (Grootlint), che indossa un collare d'oro di catena e una fascia trasversale oltre alla placca sulla parte sinistra del petto;
- Grand'Ufficiale (Grootofficier), che indossa l'insegna portata al collo tramite un nastro con la placca sulla parte sinistra del petto;
- Commendatore (Commandeur), che indossa l'insegna portata al collo tramite un nastro;
- Ufficiale (Officier), che indossa la medaglia con la rosetta sulla parte sinistra del petto;
- Cavaliere (Chevalier/Ridder), che indossa l'insegna sulla parte sinistra del petto.

Tutte e cinque le classi sono divisibili in civile, militare e marittima.

### Composizione

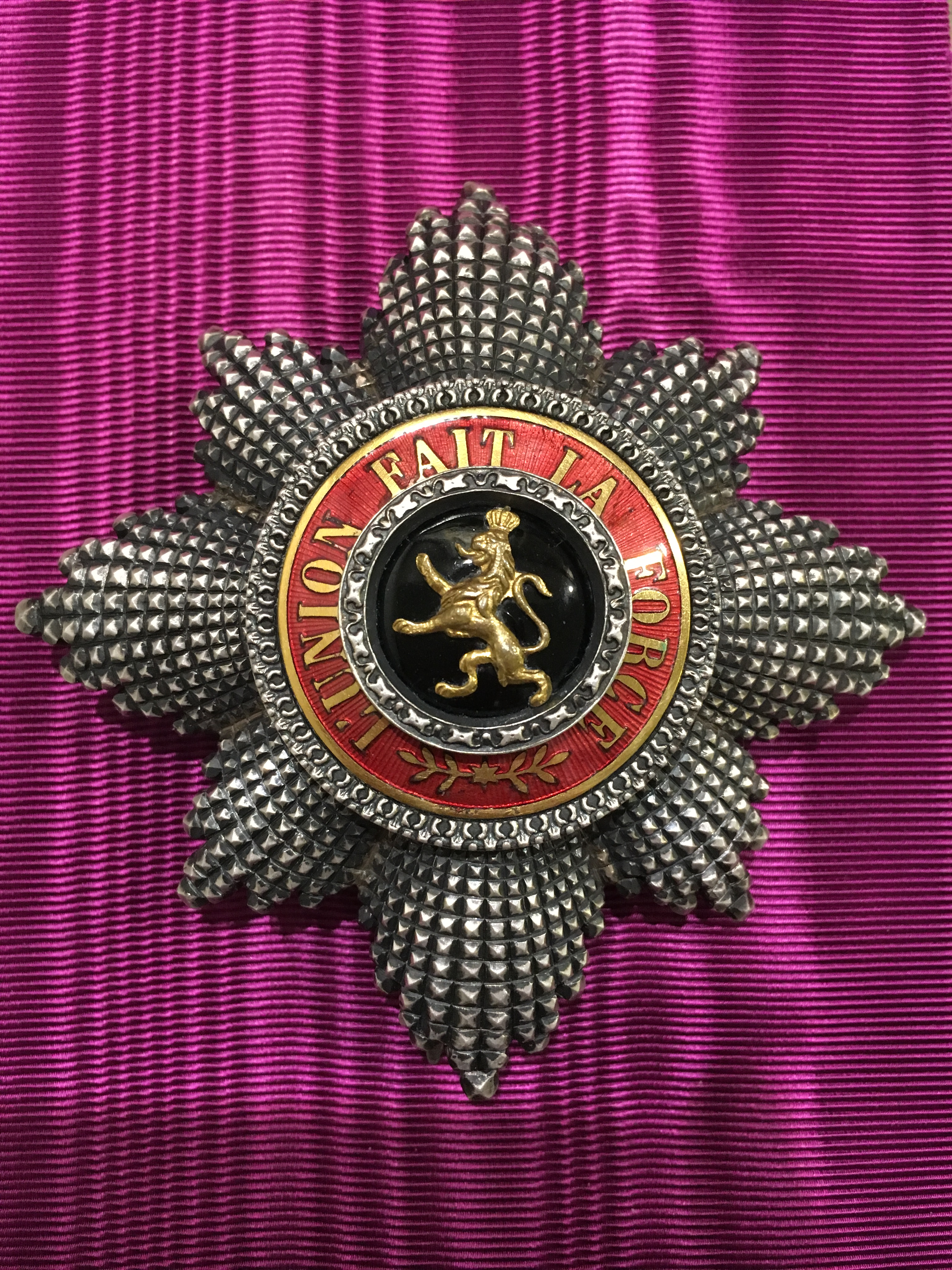
La croce dell'Ordine di Leopoldo

Il Gran Maestro dell'ordine è il Re dei Belgi ed il Gran Cordone è riservato esclusivamente a membri della famiglia reale belga o a regnanti, principi e capi di Stato di altre nazioni.
L'età minima per avere accesso all'ordine è di 40 anni con alcune eccezioni:
- Re Filippo del Belgio è diventato Gran Cordone a 30 anni;
- La duchessa di Brabante Elisabetta del Belgio è stata investita dell'Ordine per il suo diciottesimo compleanno.

| Nastri    |           |              |                 |              |
| Cavaliere | Ufficiale | Commendatore | Grand'Ufficiale | Gran Cordone |

## Insegne
L'insegna dell'Ordine è una croce, simile alla croce di Malta, smaltata di bianco, in argento per le classi inferiori ed in oro per quelle superiori, attorniata da rami d'alloro e di quercia intrecciati a corona smaltati di verde. Sul diritto si trova un medaglione smaltato di nero con un leone dorato in centro. Sul retro si trova un monogramma affrontato con le lettere "LR". Entrambi i medaglioni sono circondati da un anello smaltato di rosso con il motto L'union fait la force (L'unione fa la forza). La croce è sormontata da una corona che può avere anche delle spade incrociate od un'ancora a seconda del tipo di concessione. In occasione delle cerimonie, la croce degli ufficiali e dei commendatori ufficiali è appesa a un collare d'oro, con nove corone e nove monogrammi affrontati riproducenti le lettere "LR" (per Leopoldus Rex), e diciotto leoni (simboli del Belgio). Più generalmente, la croce è sospesa a un largo nastro completamente viola. I commendatori la portano intorno al collo. I cavalieri e i commendatori ufficiali portano inoltre una stella ad otto raggi d'argento riproducente una croce maltese con diversi raggi tra le sue braccia; al centro si trova sempre il medaglione nero con leone dorato e l'anello rosso col motto dell'ordine. Anch'essa è sormontata da una corona che può avere anche delle spade incrociate od un'ancora a seconda del tipo di concessione.

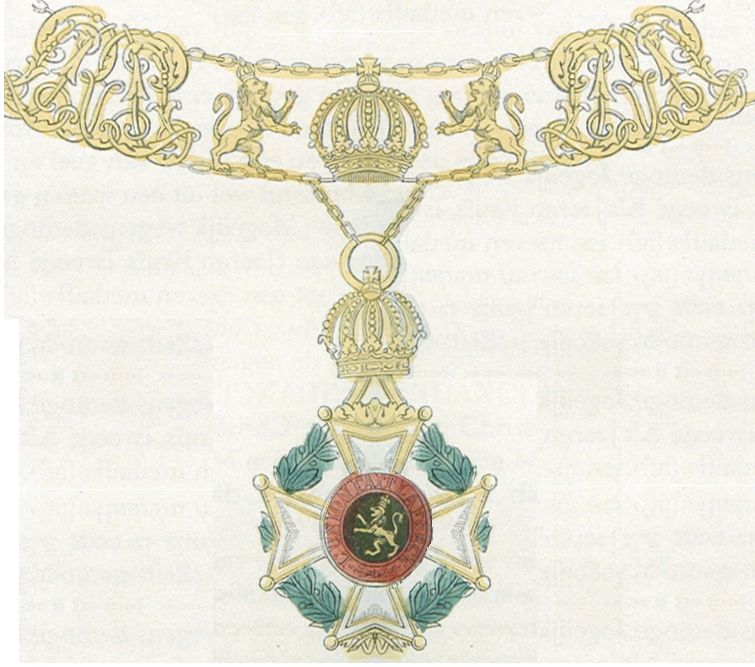
Collare dell'Ordine di Leopoldo
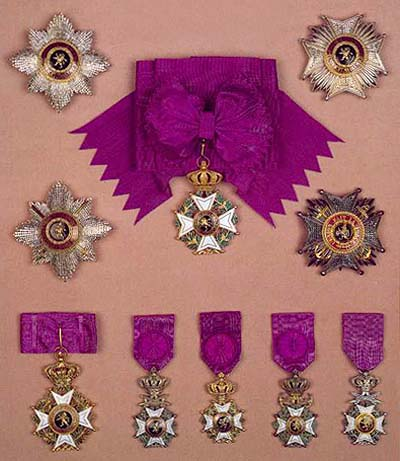
Insegne dell'Ordine
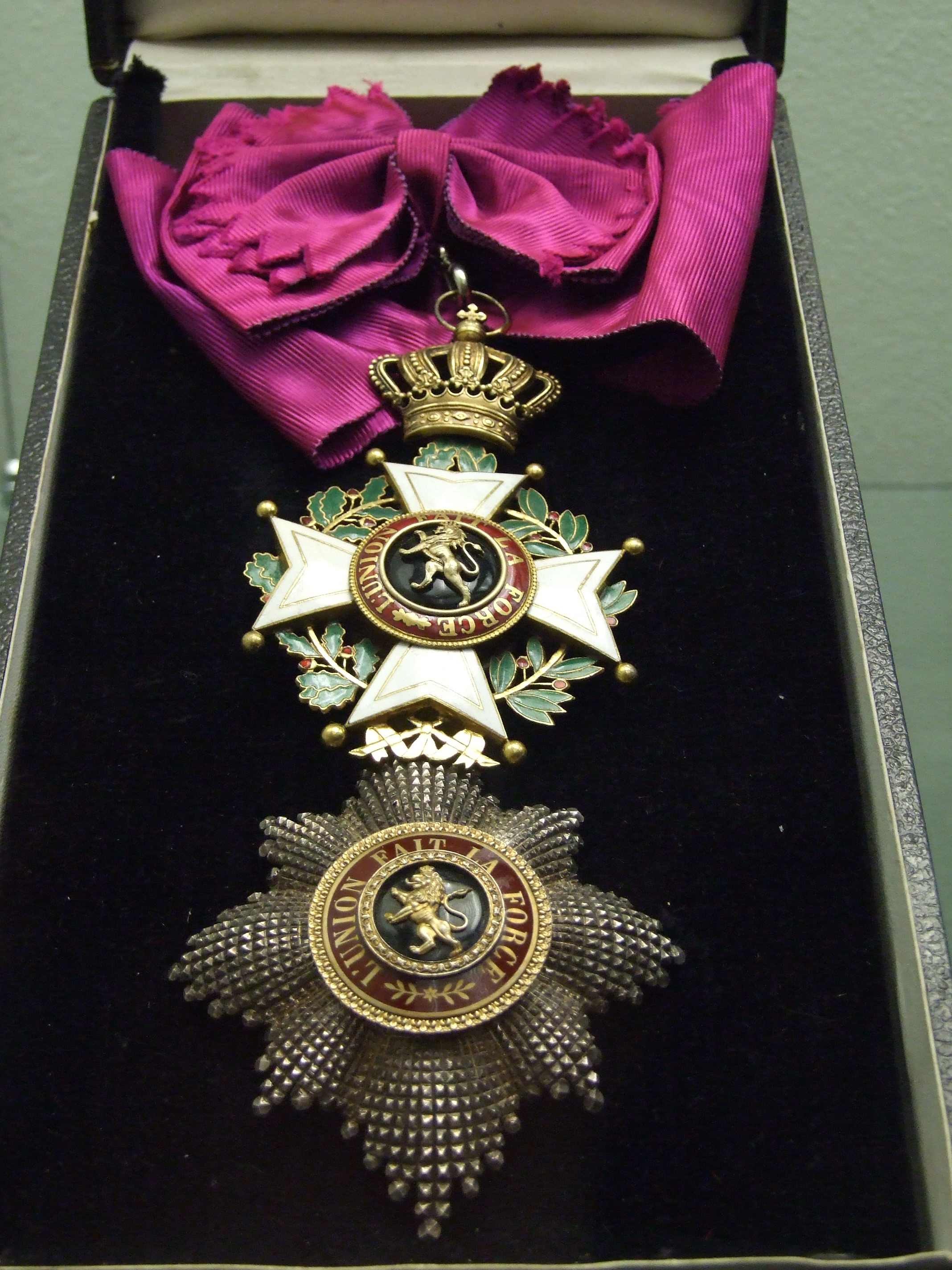
Gran Cordone
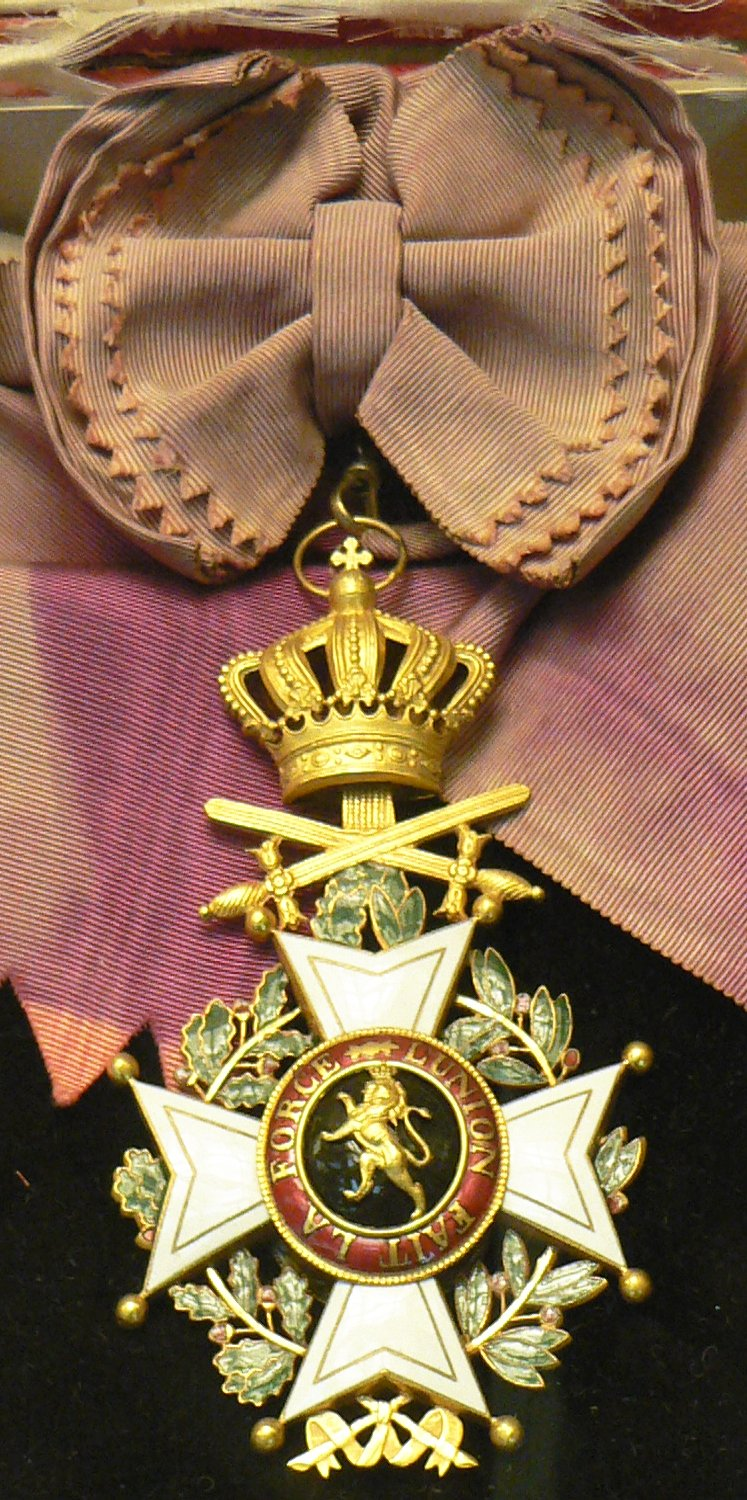
Fascia di Gran Cordone Militare
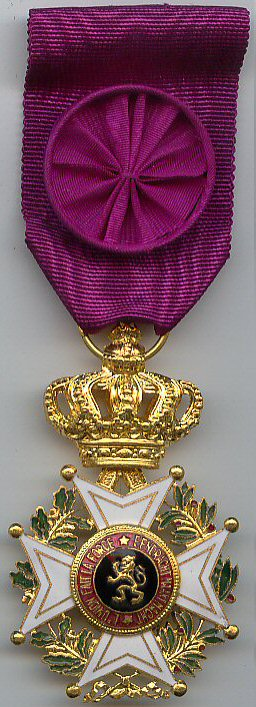
Ufficiale
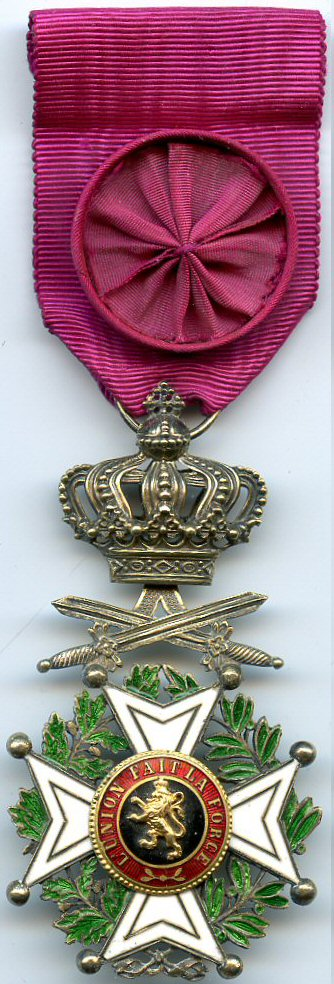
Ufficiale Militare
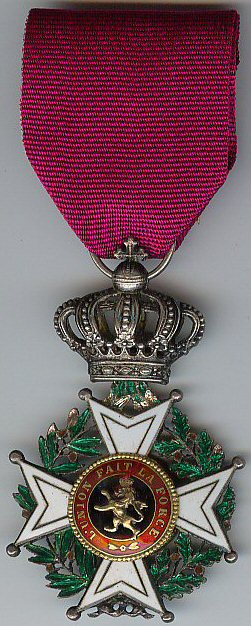
Cavaliere
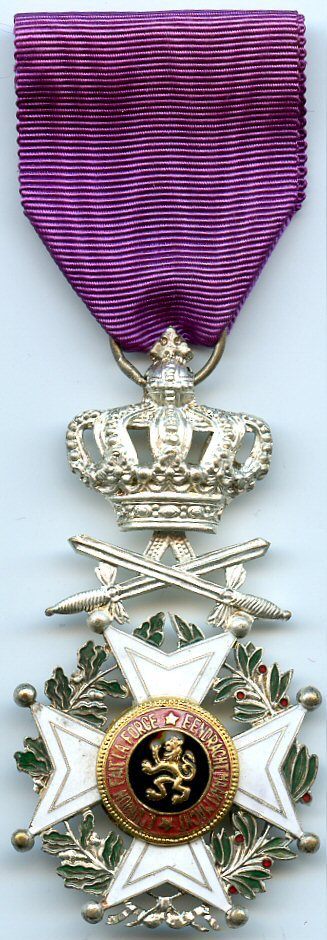
Cavaliere Militare

## Insigniti notabili

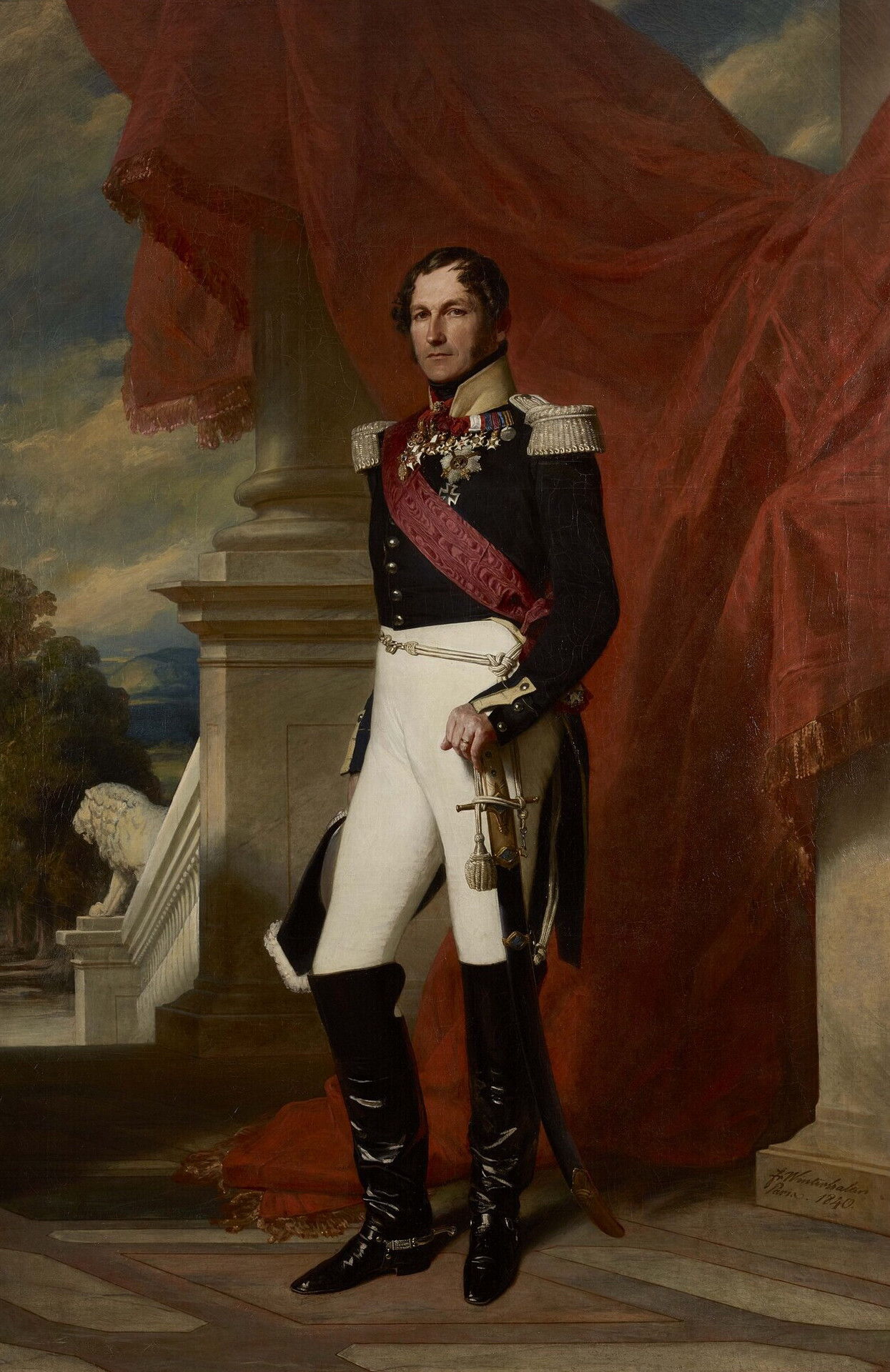
Leopoldo I del Belgio (con la fascia dell'ordine), Gran Maestro dell'Ordine
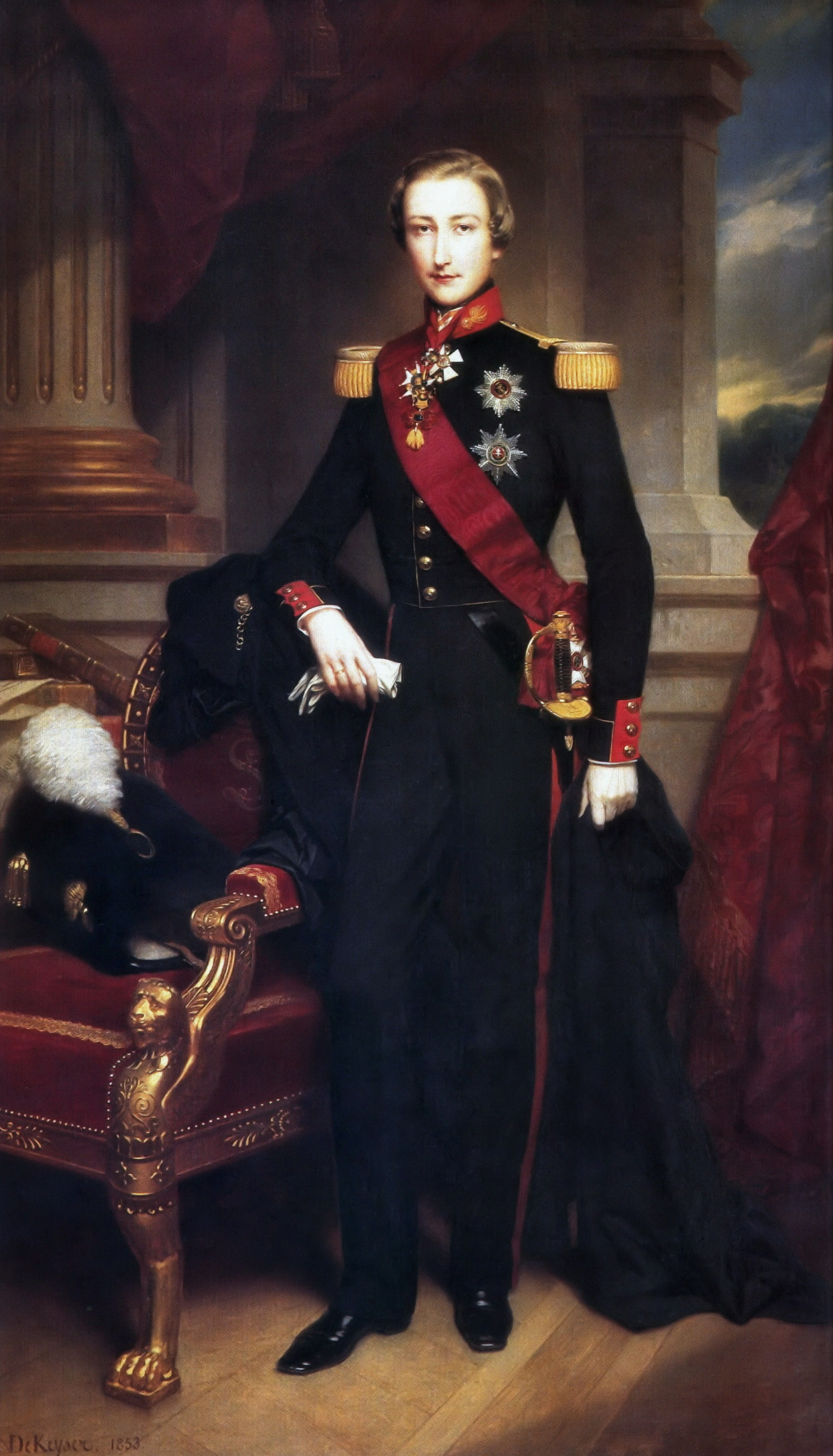
Leopoldo II del Belgio, Gran Maestro dell'Ordine
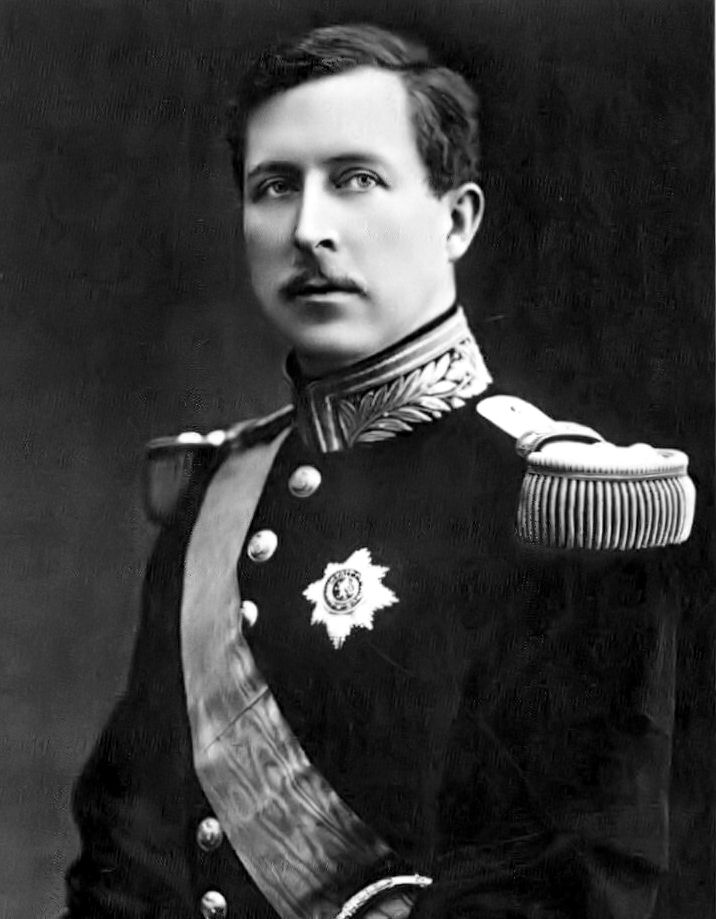
Alberto I del Belgio, Gran Maestro dell'Ordine
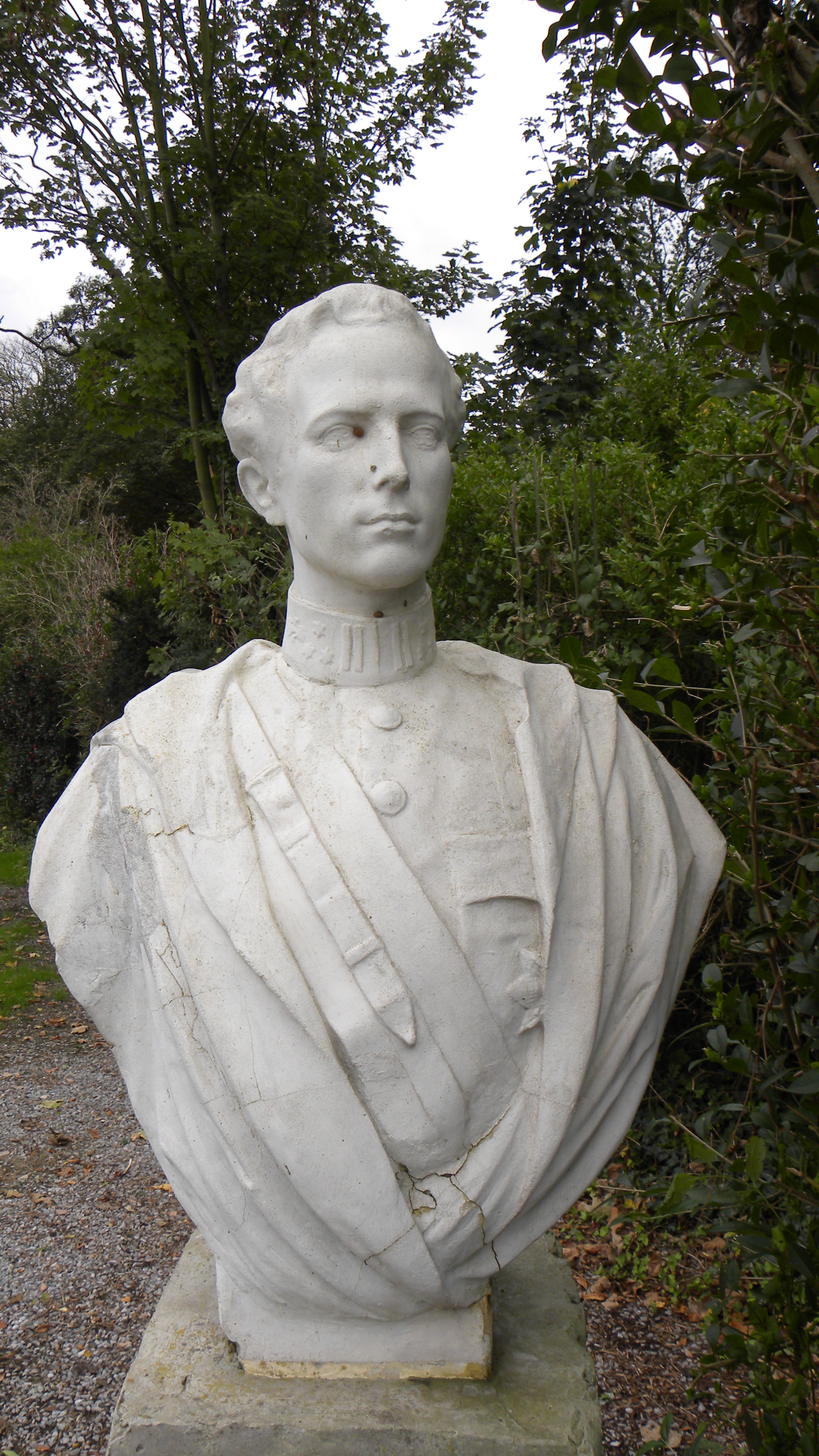
Leopoldo III del Belgio, Gran Maestro dell'Ordine
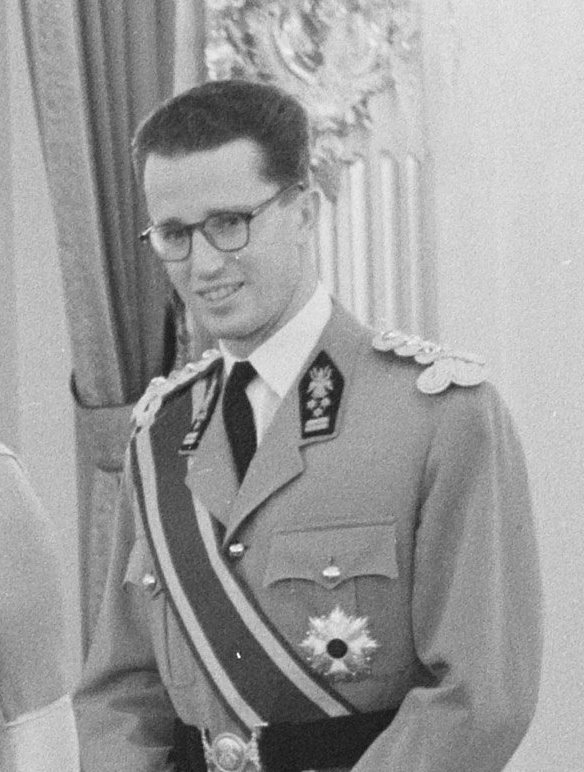
Baldovino del Belgio, Gran Maestro dell'Ordine
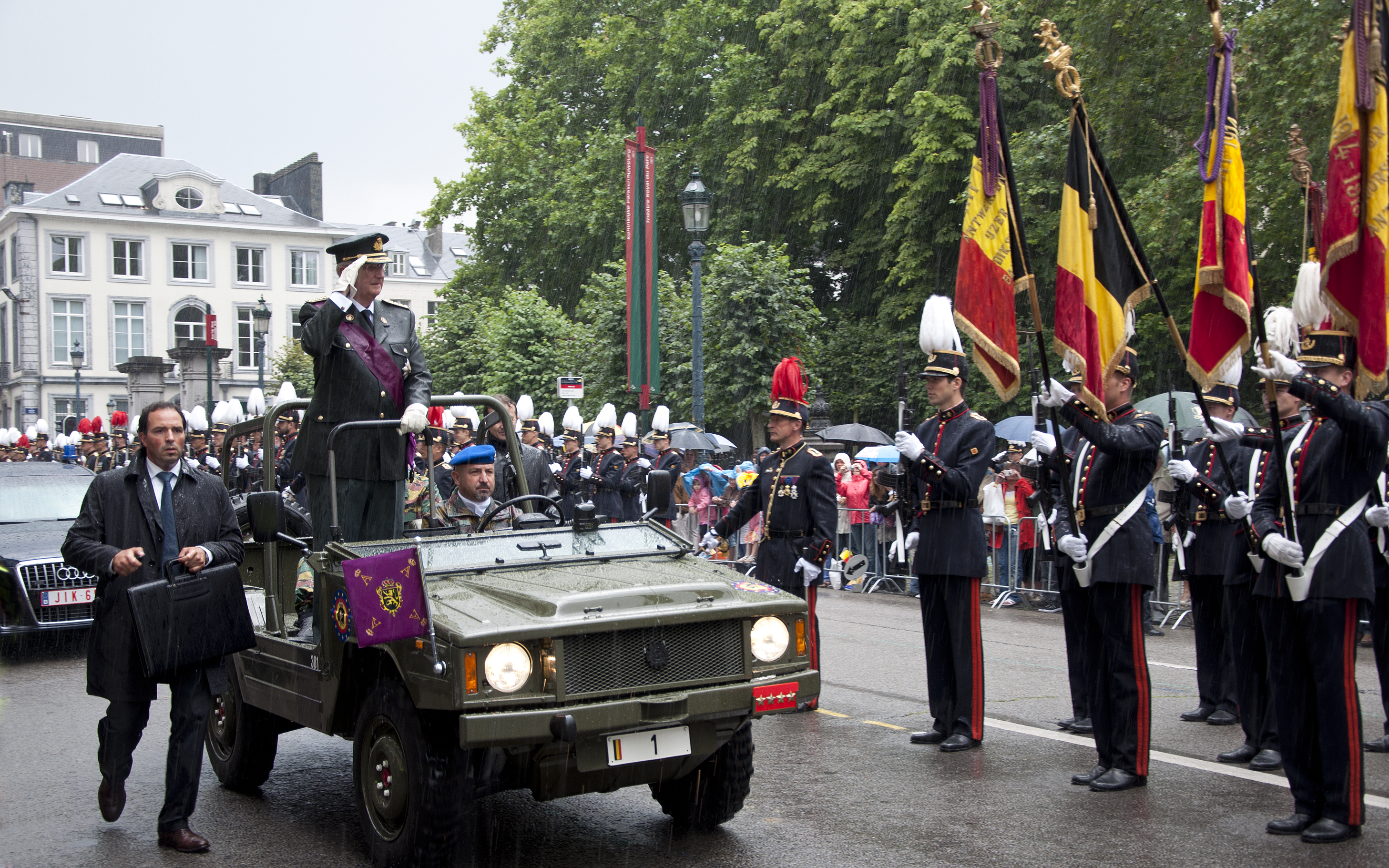
Alberto II del Belgio, Gran Maestro dell'Ordine
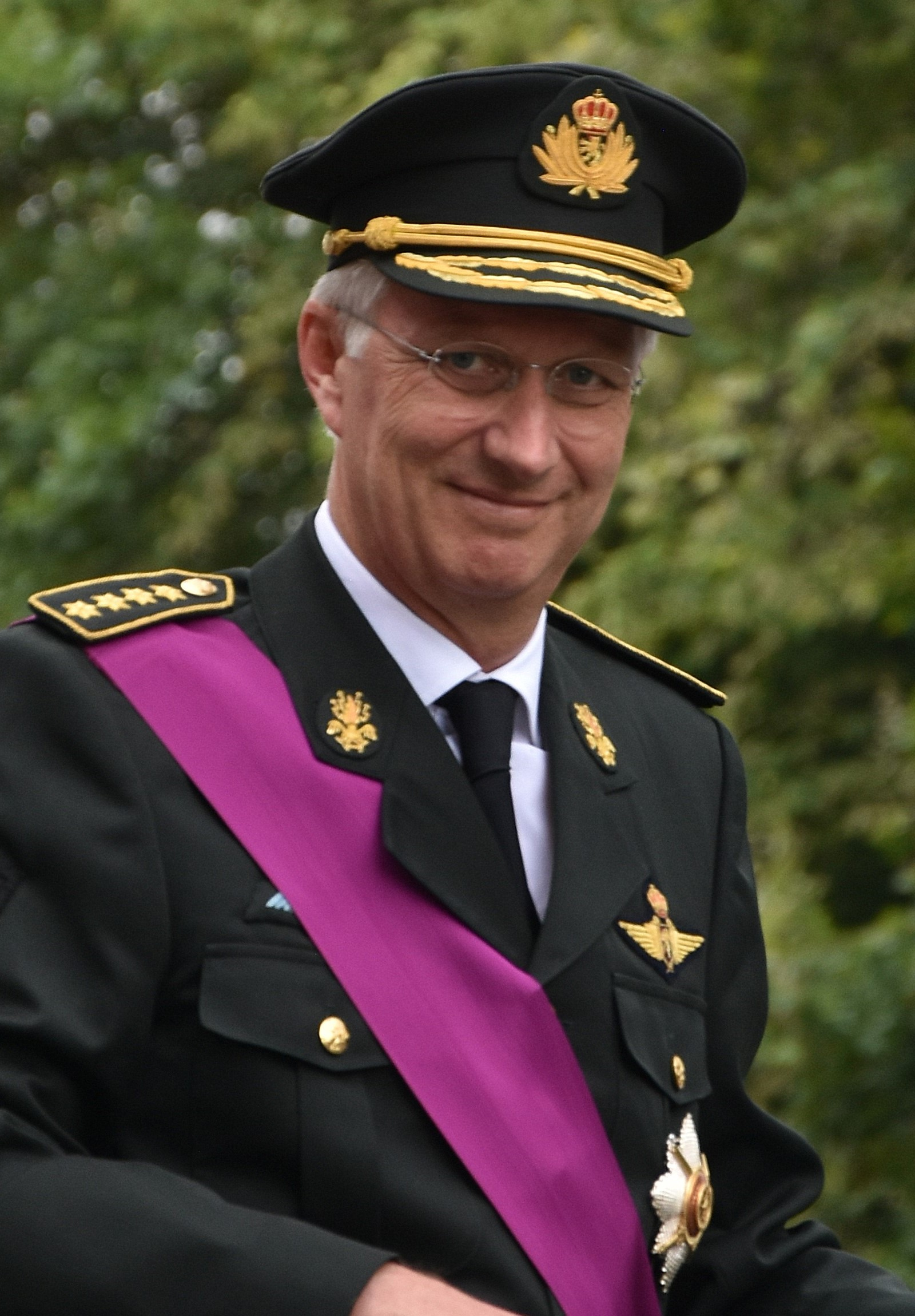
Filippo del Belgio, Gran Maestro dell'Ordine

### Insigniti del Gran Cordone dell'Ordine

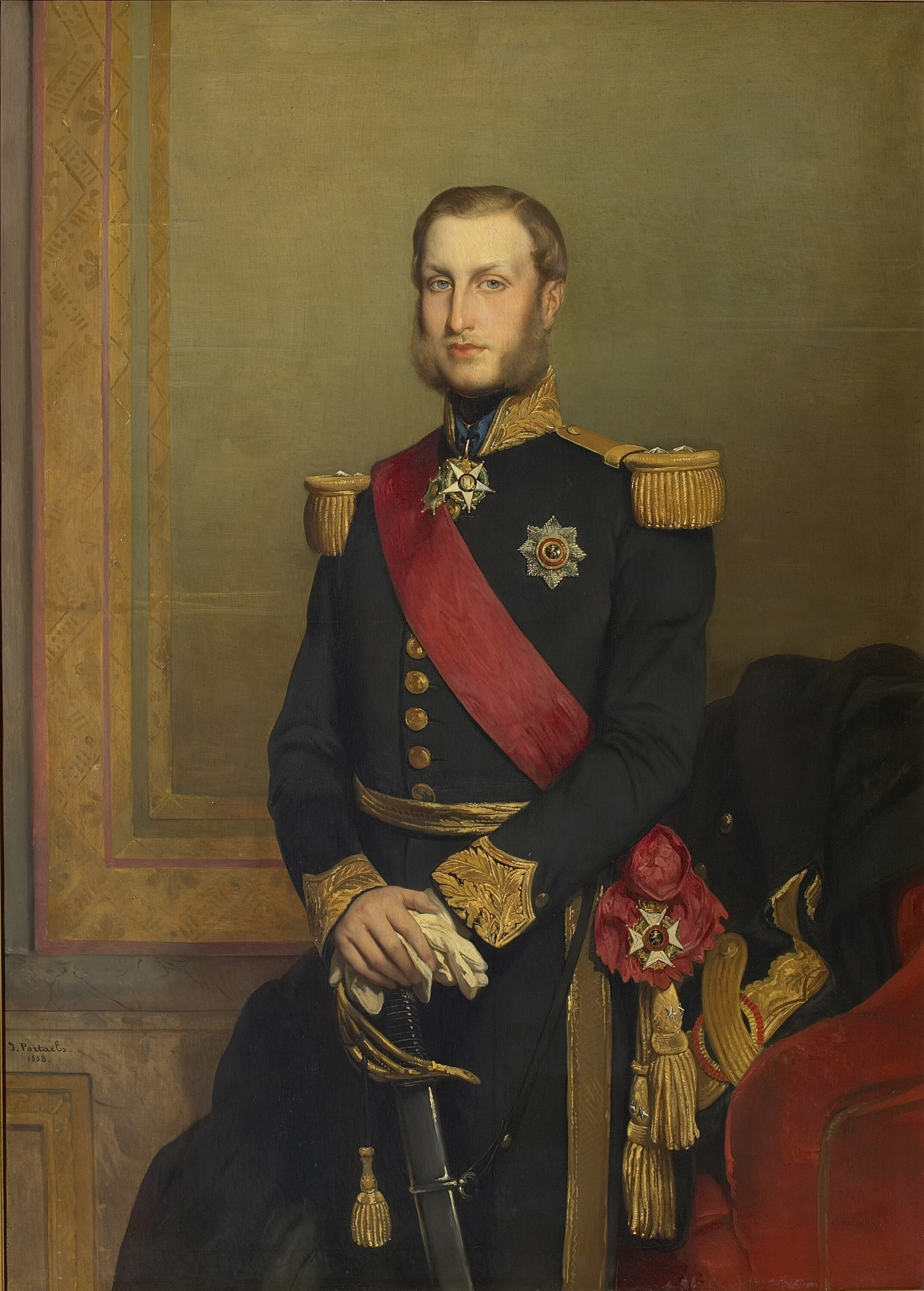
Filippo del Belgio, conte delle Fiandre, Gran Cordone dell'Ordine
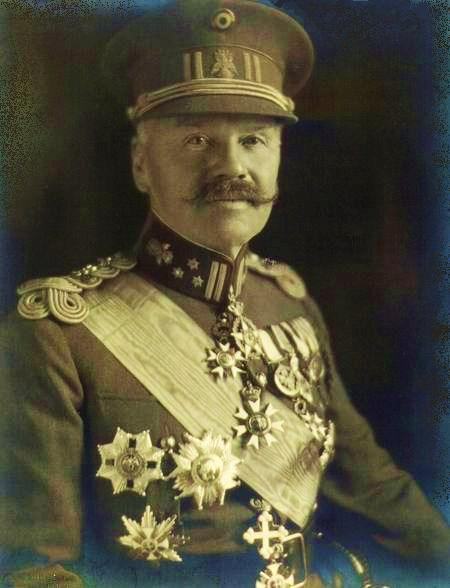
Generale Alphonse Jacques de Dixmude, Gran Cordone dell'Ordine
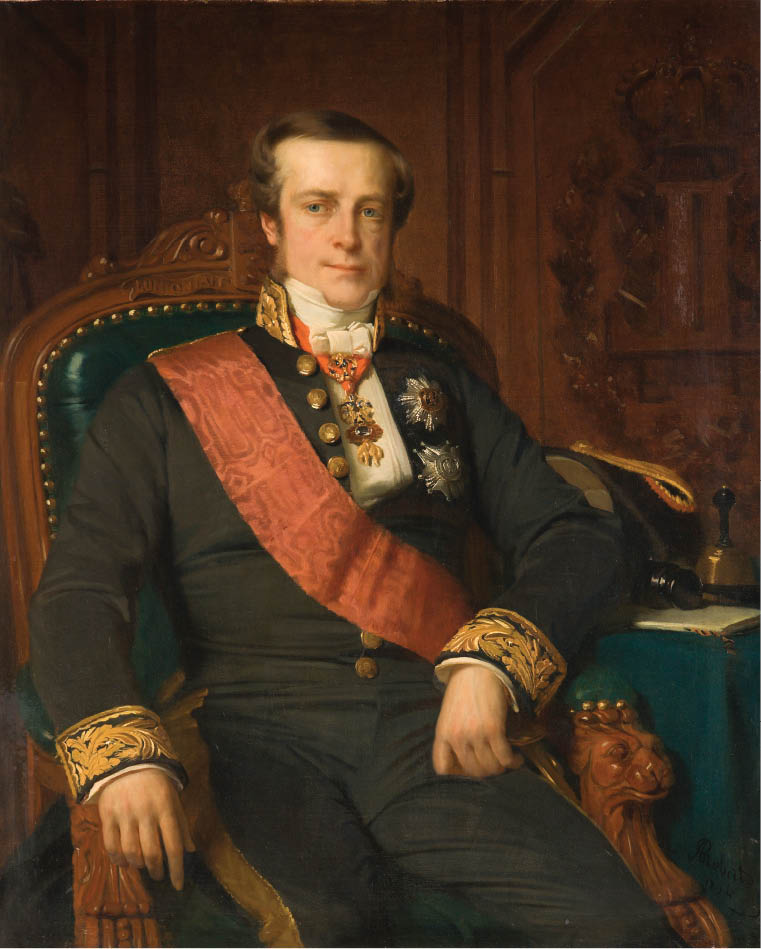
Eugenio I di Ligne, principe di Ligne, Gran Cordone dell'Ordine
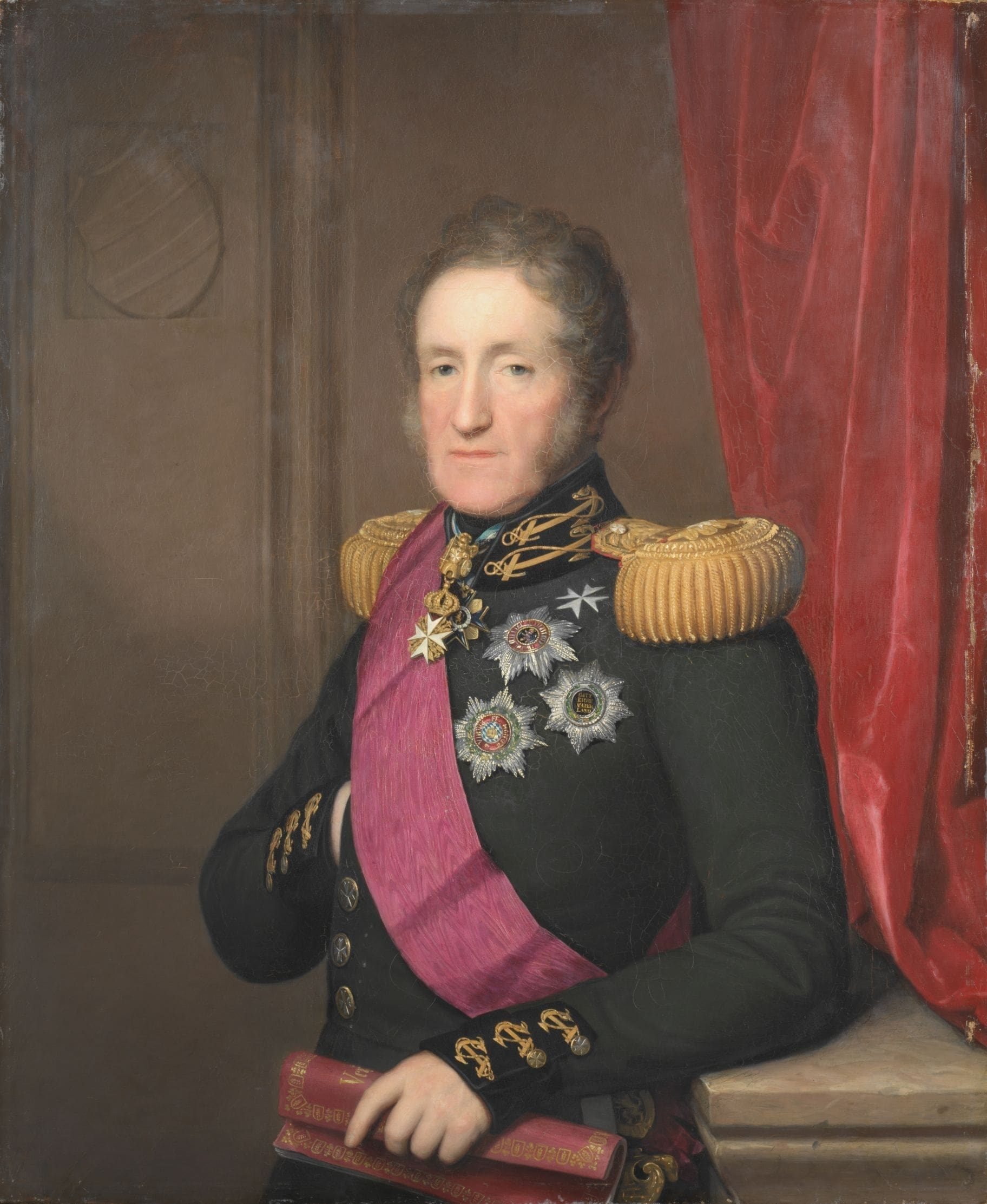
Enrico Ferdinando di Isenburg-Philippseich, Gran Cordone dell'Ordine
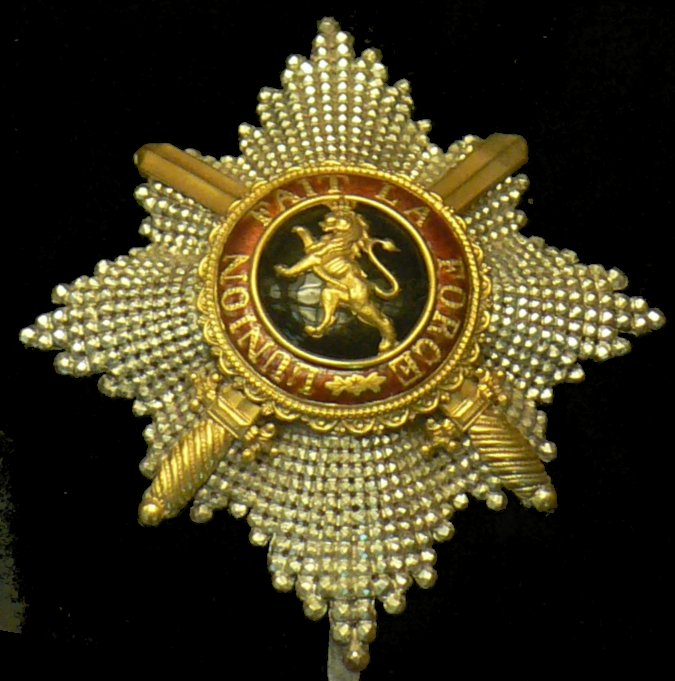
La placca da Gran Cordone dell'Ordine di Leopoldo di Chiang Kai-shek, esposta nel suo memoriale a Taipei

- 1839: Alberto di Sassonia-Coburgo-Gotha
- 1853: Carlo Ludovico d'Asburgo-Lorena
- 1854: Napoleone III di Francia
- 1854: Napoleone Giuseppe Carlo Paolo Bonaparte
- 1854: Luigi del Portogallo
- 1854: Pietro V del Portogallo
- 1855: Filippo del Belgio
- 1855: Giorgio di Sassonia
- 1865: Alessandro III di Russia
- 1874: Carlo III di Monaco
- 1885: Alberto Vittorio, duca di Clarence e Avondale
- 1887: Baldovino del Belgio
- 1897: Cristiano X di Danimarca
- 1897: Valdemaro di Danimarca
- 1898: Guangxu
- 1900: Carlo Teodoro in Baviera
- 1900: Ludovico III di Baviera
- 1900: Luitpold di Baviera
- 1901: Gojong di Corea
- 1902: Alfonso XIII di Spagna
- 1905: Carlo Edoardo di Sassonia-Coburgo-Gotha
- 1906: Haakon VII di Norvegia
- 1925: Principe Asaka
- 1938: Eggert Reeder
- 1945: Winston Churchill
- 1945: Generale Dwight D. Eisenhower
- 1950: Giuliana dei Paesi Bassi
- 1950: Irene di Orange-Nassau
- 1960: Reza Shah Pahlavi
- 1960: Joseph Kasa-Vubu
- 1960: Bhumibol Adulyadej
- 1960: Sirikit
- 1963: Elisabetta II del Regno Unito
- 1963: Filippo di Edimburgo
- 1970: Josip Broz Tito
- 1971: Hirohito
- 1971: Imperatrice Kōjun
- 1974: Erskine H. Childers
- 1977: Edmond Leburton
- 1978: Juan Carlos I di Spagna
- 1978: Sofia di Grecia
- 1989: Mstislav Leopol'dovič Rostropovič
- 1990: Filippo del Belgio
- 1990: Akihito
- 1994: Paola Ruffo di Calabria
- 1994: Enrico di Lussemburgo
- 1994: María Teresa Mestre
- 1994: Filippo VI di Spagna
- 1994: Elena di Borbone-Spagna
- 1994: Cristina di Borbone-Spagna
- 1995: Andries Kinsbergen
- 1996: Naruhito
- 1997: Lucien Buysse
- 1997: Astrid del Belgio
- 1998: Eliane Liekendael
- 1998: Stranard
- 1999: Frank Swaelen
- 1999: Louis De Grève
- 1999: Leo Tindemans
- 1999: Roger Lallemand
- 1999: Aleksander Kwaśniewski
- 1999: Jolanta Kwaśniewska
- 2000: Mathilde d'Udekem d'Acoz
- 2000: Jean-Marie Piret
- 2000: Lorenzo d'Austria-Este
- 2000: Jorge Sampaio
- 2000: Maria Jose Ritta
- 2001: Vittoria di Svezia
- 2001: Jan Willems
- 2003: Georgi Parvanov
- 2003: Zorka Parvanova
- 2004: Claire Coombs
- 2004: Tarja Halonen
- 2004: Muhammad VI del Marocco
- 2004: Roman Herzog
- 2005: Generale Mertens
- 2005: J. du Jardin
- 2006: Frank de Conick
- 2006: Roland Gillet
- 2006: Valdas Adamkus
- 2007: Alex Arts
- 2007: Vaira Vīķe-Freiberga
- 2008: Marc Lahousse
- 2008: László Sólyom
- 2008: Toomas Hendrik Ilves
- 2008: Guy Verhofstadt
- 2009: Herman Van Rompuy
- 2010: Michel Melchior
- 2012: Jean-Pierre de Launoit
- 2012: Solange de Liedekerke de Pailhe
- 2013: Marc Bossuyt
- 2013: Jacques Rogge
- 2013: Generale Wilfried Van Kerckhove
- 2015: Xi Jinping
- 2015: Recep Tayyip Erdoğan
- 2015: Andrzej Duda
- 2015: Agata Kornhauser-Duda
- 2016: Joachim Gauck
- 2016: Daniela Schadt
- 2016: Abd Allah II di Giordania
- 2016: Rania di Giordania
- 2016: Imperatrice Masako
- 2016: Guglielmo Alessandro dei Paesi Bassi
- 2016: Máxima Zorreguieta
- 2016: Vice-ammiraglio Pierre Warnauts
- 2016: Generale Joseph Van den Put
- 2018: Marcelo Rebelo de Sousa
- 2018: Emmanuel Macron
- 2019: Elisabetta del Belgio
- 2020: Baron André Alen
- 2021: Angela Merkel
- 2021: Sergio Mattarella
- 2022: Alexander Van der Bellen
- 2022: Katerina Sakellaropoulou
- 2022: Gitanas Nausėda

### Altri
- 1918: Fulco Ruffo di Calabria - cavaliere